# Hypodryas glacialis
Hypodryas glacialis är en fjärilsart som beskrevs av Henry Skinner 1921. Hypodryas glacialis ingår i släktet Hypodryas och familjen praktfjärilar. Inga underarter finns listade i Catalogue of Life.